# Place de la Liberté (Liège)
Pour les articles homonymes, voir Place de la Liberté.
La place de la Liberté est une place de la ville belge de Liège.

## Situation et accès
Située dans la section de Grivegnée, cette place arborée et en pente est le centre géographique de Grivegnée-Bas. Elle est traversée en diagonale par une voirie reliant la rue du Fourneau venant de la vallée de l'Ourthe à l'avenue Jean Hans, en direction de Grivegnée-Haut. Les historiques rues Belvaux et Vinâve bordent la partie basse de la place. La rue Dessus-l'Église occupe la partie nord-est de cette place en contournant l'église Notre-Dame de la Visitation. Un parking occupe la partie ouest de la place.
La place a une fonction principalement commerciale mais aussi résidentielle.
Rues adjacentes
- Rue Belvaux
- Rue du Fourneau
- Rue Vinâve
- Rue Dessus-l'Église
- Avenue Jean Hans

## Historique
La place est créée vers 1886 après que la commune de Grivegnée ait racheté des terrains à la famille Pétry. La place, initialement baptisée place Pétry prend le nom de place Centrale en 1907 et place de la Liberté à l'issue de la Seconde Guerre mondiale.

## Bâtiments remarquables et lieux de mémoire
L'église Notre-Dame de la Visitation, de style néogothique, en brique et calcaire, est bâtie en 1856 d'après les plans de l'architecte Jean-Charles Delsaux

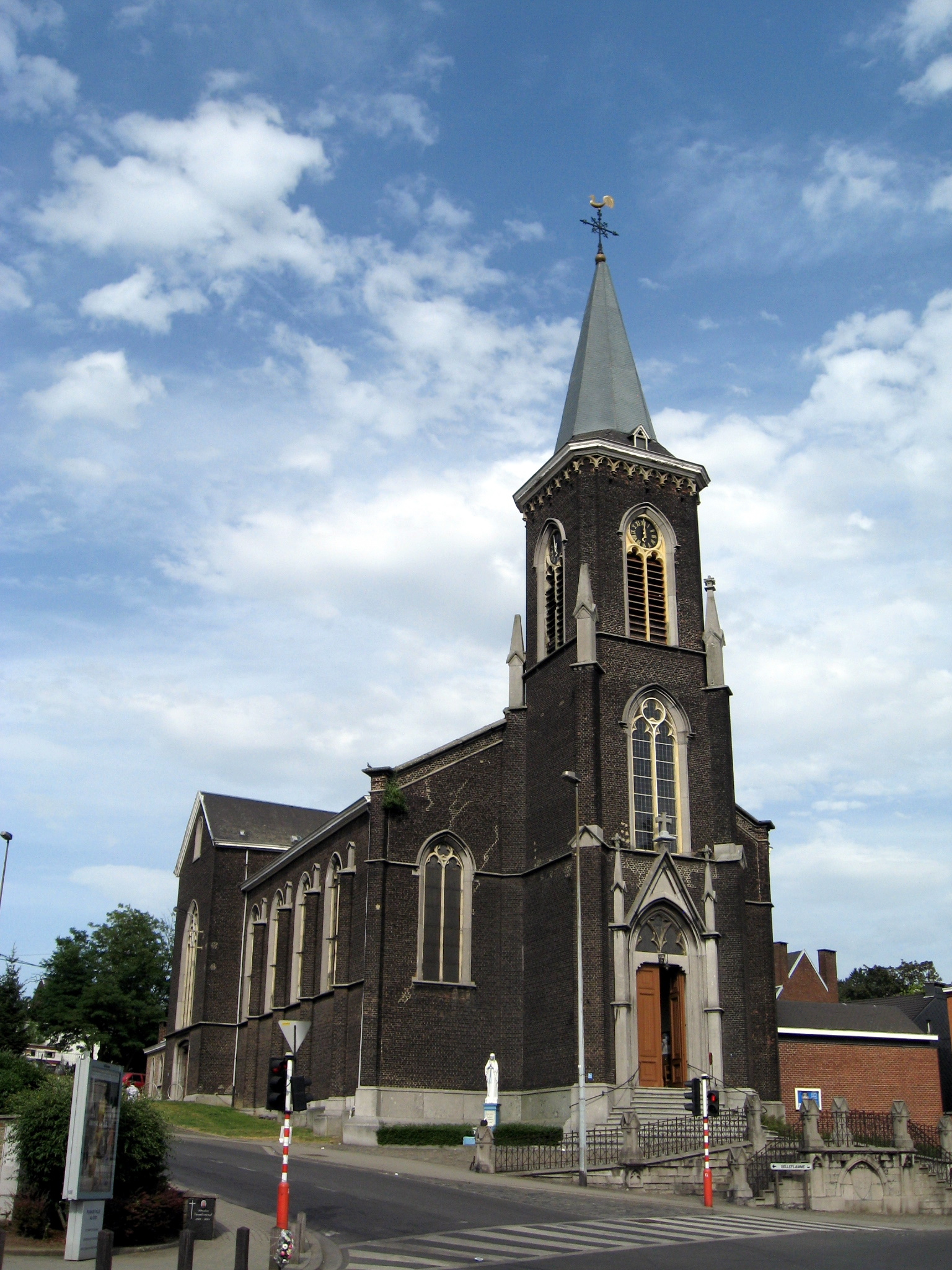
Église Notre-Dame de la Visitation

À gauche du portail d'entrée de l'église, se dresse une statue de la Vierge sur un socle reprenant l'inscription : Sainte Vierge des Pauvres, soulagez la souffrance. 15-8-1955.

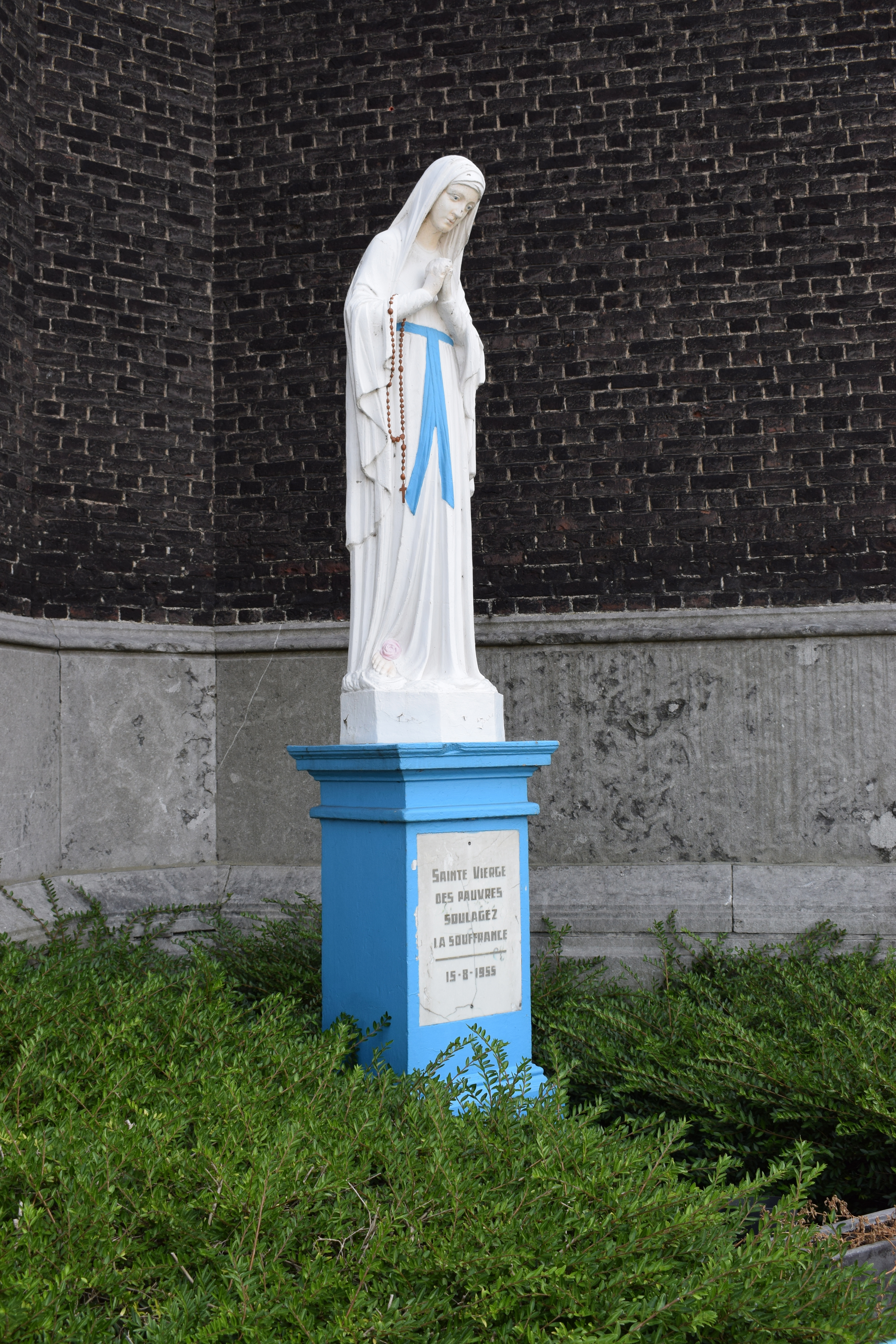
La Vierge des Pauvres